# Alianza Editorial
Alianza Editorial est une maison d'édition espagnole fondée en 1966 par José Ortega Spottorno et basée à Madrid. Elle publie de la littérature et des essais.

## Histoire
Alianza Editorial est devenue une référence en publiant des auteurs tels que Clarín, Borges, Brecht, Proust, Freud, García Lorca, Camus, Heine, Hesse ou encore Kafka.
À partir de 1989, Alianza Editorial appartient au Grupo Anaya — qui possède aussi Ediciones Cátedra, Ediciones Algaida, Eudema et Siruela—, lequel groupe est intégré dans Hachette Livre du groupe Lagardère depuis 2004.
Son catalogue comporte les essais d'auteurs tels que Bernard Manin, Manuel Castells, Julián Marías Aguilera, Anthony Giddens, Stanley G. Payne, Ramón Tamames, Giovanni Sartori, Miguel Artola Gallego ou Isaiah Berlin, pour n'en citer que quelques-uns.
Dans le domaine de la littérature, Alianza publie des écrivains comme Amin Maalouf, Yasmina Khadra, Peter Handke, Ismaïl Kadaré, Anita Desai, Pavel Kohout et György Konrád. Alianza prête attention aux écrivains de langue espagnole en décernant le prix « Unicaja de Novela Fernando Quiñones ».